# Provinz Udine
Die Provinz Udine (italienisch Provincia di Udine, furlanisch Provincie di Udin, deutsch Provinz Weiden) war von 1866 bis zum 22. April 2018 eine italienische Provinz der Region Friaul-Julisch Venetien. Sie hatte 529.381 Einwohner (Stand 31. Dezember 2017) in 134 Gemeinden auf einer Fläche von 4969,30 km². Ihre Hauptstadt war Udine.
Die Provinz, die die größte der Region war, grenzte im Norden an Österreich (Bundesland Kärnten), im Osten an Slowenien und an die Provinz Gorizia, im Westen an die Provinz Pordenone und das Veneto. Zahlreiche in den Alpen entstehende und nach Süden hin in die Adria mündende Flüsse durchströmen das Gebiet der ehemaligen Provinz. Der größte von ihnen ist der 178 km lange Tagliamento, der die Westgrenze der ehemaligen Provinz bildet.
Wie im Falle der übrigen drei Provinzen von Friaul-Julisch Venetien (Görz, Pordenone und Triest), die als selbständige Institutionen ebenfalls abgeschafft wurden, besteht auch diese ehemalige Provinz als Verwaltungssprengel dezentraler regionaler und staatlicher Verwaltungen bzw. als statistisches Gebiet fort. Auf dem Gebiet der früheren Provinz erstreckt sich seit dem 1. Juli 2020 die Körperschaft regionaler Dezentralisierung Udine (Ente di Decentramento Regionale di Udine, kurz EDR Udine).

## Geschichte
Über die Geschichte der Stadt Udine und ihrer Umgebung ist vor ihrer Besitznahme durch die Patriarchen von Aquileia im Jahr 983 wenig bekannt. Erst seit 1238 residierten die Patriarchen von Aquileia in Udine, wo sie zuerst die Burg der Stadt und später den dort errichteten erzbischöflichen Palast bewohnten. 1350 intervenierten die Österreicher in der Region und lösten dabei unter deren Einwohnern Parteikämpfe aus. 1420 wurde das Gebiet von Venedig annektiert und Udine unter die Herrschaft von Tristano Savorgnan gestellt, dem Führer einer in dieser Stadt siedelnden Familie. Viele seiner Verwandten waren von den Österreichern hingerichtet worden, weil sie sich ihnen widersetzt und mit den Venezianern koaliert hatten.
Unter der Herrschaft Venedigs und der Familie Savorgnan verfiel Udine, da es wenig gefördert wurde. Es verblieb aber unter venezianischer Herrschaft, bis französische Truppen Napoleons 1797 die Region um Udine eroberten. 1814 kam die Gegend unter die Kontrolle Österreichs, was deren Einwohner aber nicht schätzten. 1848 erklärten sie sich von Österreich unabhängig, woraufhin dessen Truppen Udine beschossen und wieder unterwarfen. 1866 kam die Stadt mit ganz Friaul an das in einem Einigungsprozess befindliche Italien. Damals wurde auch die Provinz Udine als italienische Verwaltungseinheit gegründet. Im Ersten Weltkrieg war Udine von 1915 bis 1917 Hauptquartier des italienischen Armeeoberkommandos, bis die Österreicher die Stadt im Oktober 1917 besetzten. Im November 1918 kam sie wieder zu Italien.

## Gemeinden
Zur Provinz Udine gehörten folgende 134 Gemeinden:
- Aiello del Friuli
- Amaro
- Ampezzo
- Aquileia
- Arta Terme
- Artegna
- Attimis
- Bagnaria Arsa
- Basiliano
- Bertiolo
- Bicinicco
- Bordano
- Buja
- Buttrio
- Camino al Tagliamento
- Campoformido
- Campolongo Tapogliano
- Carlino
- Cassacco
- Castions di Strada
- Cavazzo Carnico
- Cercivento
- Cervignano del Friuli
- Chiopris-Viscone
- Chiusaforte
- Cividale del Friuli
- Codroipo
- Colloredo di Monte Albano
- Comeglians
- Corno di Rosazzo
- Coseano
- Dignano
- Dogna
- Drenchia
- Enemonzo
- Faedis
- Fagagna
- Fiumicello Villa Vicentina
- Flaibano
- Forgaria nel Friuli
- Forni Avoltri
- Forni di Sopra
- Forni di Sotto
- Gemona del Friuli
- Gonars
- Grimacco
- Latisana
- Lauco
- Lestizza
- Lignano Sabbiadoro
- Lusevera
- Magnano in Riviera
- Majano
- Malborghetto Valbruna
- Manzano
- Marano Lagunare
- Martignacco
- Mereto di Tomba
- Moggio Udinese
- Moimacco
- Montenars
- Mortegliano
- Moruzzo
- Muzzana del Turgnano
- Nimis
- Osoppo
- Ovaro
- Pagnacco
- Palazzolo dello Stella
- Palmanova
- Paluzza
- Pasian di Prato
- Paularo
- Pavia di Udine
- Pocenia
- Pontebba
- Porpetto
- Povoletto
- Pozzuolo del Friuli
- Pradamano
- Prato Carnico
- Precenicco
- Premariacco
- Preone
- Prepotto
- Pulfero
- Ragogna
- Ravascletto
- Raveo
- Reana del Rojale
- Remanzacco
- Résiatal
- Resiutta
- Rigolato
- Rive d’Arcano
- Rivignano Teor
- Ronchis
- Ruda
- San Daniele del Friuli
- San Giorgio di Nogaro
- San Giovanni al Natisone
- San Leonardo
- San Pietro al Natisone
- San Vito al Torre
- San Vito di Fagagna
- Santa Maria la Longa
- Sappada
- Sauris
- Savogna di Cividale
- Sedegliano
- Socchieve
- Stregna
- Sutrio
- Taipana
- Talmassons
- Tarcento
- Tarvis
- Tavagnacco
- Terzo d’Aquileia
- Tolmezzo
- Torreano
- Torviscosa
- Trasaghis
- Treppo Grande
- Treppo Ligosullo
- Tricesimo
- Trivignano Udinese
- Udine
- Varmo
- Venzone
- Verzegnis
- Villa Santina
- Visco
- Zuglio

Die größten Gemeinden (Stand: 31. Dezember 2013) waren
| Gemeinde                 | Einwohner |
| ------------------------ | --------- |
| Udine                    | 97.880    |
| Codroipo                 | 15.442    |
| Tavagnacco               | 13.985    |
| Latisana                 | 13.409    |
| Cervignano del Friuli    | 13.221    |
| Cividale del Friuli      | 11.547    |
| Gemona del Friuli        | 11.171    |
| Tolmezzo                 | 10.663    |
| Pasian di Prato          | 9.080     |
| Tarcento                 | 9.044     |
| San Daniele del Friuli   | 8.084     |
| Tricesimo                | 7.666     |
| San Giorgio di Nogaro    | 7.619     |
| Campoformido             | 7.562     |
| Pozzuolo del Friuli      | 6.808     |
| Manzano                  | 6.778     |
| Buja                     | 6.741     |
| Lignano Sabbiadoro       | 6.676     |
| Fagagna                  | 6.271     |
| Martignacco              | 6.111     |
| Majano                   | 6.056     |
| San Giovanni al Natisone | 6.038     |
| Remanzacco               | 5.943     |
| Pavia di Udine           | 5.734     |
| Povoletto                | 5.525     |
| Palmanova                | 5.352     |
| Basiliano                | 5.331     |
| Mortegliano              | 5.195     |